# María Fernández Le Cappellain
María Fernández Le Cappellain (San José, Costa Rica, 22 de gener de 1877- San José, Costa Rica, 23 de novembre de 1961) va ser una escriptora i arqueòloga aficionada que es va convertir en la Primera Dama de Costa Rica el 1917. Educada a Anglaterra, Fernández va estudiar arqueologia, art i música abans de tornar a Costa Rica. Va participar en excavacions arqueològiques aficionades i en obres benèfiques, va escriure articles publicats en diaris i revistes locals i també va publicar dues novel·les. Quan el seu marit va donar un cop d'estat i posteriorment va ser elegit president de Costa Rica, va exercir de primera dama del 8 de juny de 1917 al 20 d'agost de 1919. Quan va renunciar al seu càrrec a causa d'una mala gestió, la parella es va traslladar a París, on va participar en obres arqueològiques i artístiques fins a la mort del seu marit, al 1931. Del 1932 al 1934, va residir a Noruega abans de tornar a Costa Rica, on va reprendre els seus estudis i publicacions arqueològiques mentre treballava per al Museu Nacional de Costa Rica. Implicada amb la Creu Roja, va rebre la Medalla Florence Nightingale el 1949 i el 2012 el Ministeri de Cultura de Costa Rica va produir un documental sobre la seva vida.

## Primers anys
María de las Mercedes Elodia Fernández Le Cappellain, coneguda com a Mimita, va néixer el 22 de gener de 1877 a San José, Costa Rica, filla de d'Ada Le Cappellain Agnew i Mauro Fernández Acuña. Va ser la segona dels set fills de la parella. El seu pare era polític i va participar en la creació de la primera escola secundària per a dones a Costa Rica, després d'haver contractat a la seva cunyada, Marian Le Cappellain per fundar l'escola. Tant Ada com la seva germana Marian eren naturals de les Illes del Canal, van créixer a Guernsey i havien ensenyat anteriorment a Costa Rica. Després d'estudiar amb Juanita Acuña, Fernández va completar la seva formació a l'estranger a Anglaterra, estudiant arqueologia, art i música. Va tornar a Costa Rica i el 5 de juny de 1898, a San José, i es va casar amb Federico Alberto de Jesús Tinoco Granados. La família de Federico era amiga dels seus pares i, com Fernández, havia rebut educació a l'estranger.

## Trajectòria
Mentre el marit es va implicar en la política, Fernández de Tinoco es va implicar com un dels membres fundadors de la Societat Teosòfica el 1904. Estava interessada en conèixer i explorar les cultures indígenes i va començar a fer excavacions arqueològiques aficionades a la granja familiar. Una d'aquestes excavacions al 1907 la va portar a concebre l'argument per a una novel·la. El 1909, sota el pseudònim d'Apaikán, es van publicar dues obres, Yontá i Zulai, en un sol volum. Les novel·les van ser les primeres obres d’una autora costa-riquenya que es va centrar en els indígenes. Yontá explica la història de fons de Zulai, tot i que va ser escrita l'última. Totes dues es basen en temes teosòfics i tracten sobre l'entrellaçament sentimental de dues generacions d’amants. L'obra Yontá fa referència al nom del personatge principal, una dona indígena coneix un místic de l'Índia que porta rituals i religions orientals a les Amèriques. La parella té un fill, Ivo, que al segon llibre, Zulai, s’enamora de Zulai. El seu amor està tràgicament condemnat per la gelosia dels cacics.
A més de les novel·les, Fernández de Tinoco va publicar altres treballs acadèmics sobre arqueologia i va col·laborar amb Ángela Acuña Braun a la revista Fígaro, fundada al 1914. També va dedicar temps a iniciatives benèfiques, com ara cofundar la branca costa-riquenya de La Gota de Leche i El Abrigo de los Niños al 1913 i participar al 1915 amb el primer Boy Scout Troop de Costa Rica. Va publicar articles sobre diversos temes en diaris, inclosos el Diario de Costa Rica, La Hora i La República, i revistes com Repertorio Americano i Revista de Archivos Nacionales.
El 27 de gener de 1917, el marit de Fernández de Tinoco, Federico, va donar un cop d’estat derrocant la presidència d’Alfredo González Flores i a les eleccions de l’abril fou elegit president. Quan el seu mandat va començar el 8 de juny de 1917, Fernández de Tinoco es va convertir en la primera dama de Costa Rica, actuant com a hostessa de nombrosos banquets, recepcions i cerimònies públiques, en nom del seu marit. Va continuar les seves obres benèfiques, establint el Comissari Infantil de San José i va estar relacionada amb la branca costa-riquenya de la Creu Roja. Els abusos i els errors del govern del seu marit van obligar-lo a dimitir el 20 d'agost de 1919 i la parella va fugir del país, passant per Jamaica cap a París.
Un cop a França, Fernández de Tinoco es va unir a un grup d’arqueòlegs i va continuar participant al camp. També va col·laborar com a ajudant en el llançament de l'Exposició d'Art Aborigen d'Amèrica Espanyola, celebrada el 1928 a París. Quan el seu marit va morir el 1931, es va traslladar a Oslo, on vivien la seva germana Ada i el seu cunyat, Antonio J. de Amaral Murtinho. Va assistir a una recepció de Lord Baden Powell, fundador dels Boy Scouts, celebrada a Oslo el 1932, però al cap de dos anys va decidir tornar a casa seva de Costa Rica.
Prenent posició al Museu Nacional de Costa Rica, Fernández de Tinoco, va emprendre expedicions arqueològiques a tot el país durant els propers sis anys. Una d’aquestes expedicions realitzades l'any 1935 a l’illa de Chira es va parlar en el document Chira, la olvidada cuna de aguerridas tribus precolombinas (Chira, el bressol oblidat de les tribus precolombines bèl·liques), així com en un altre Una ocarina huetar de 18 notas del Museo Nacional de Costa Rica (Una ocarina del poble huetar amb 18 notes del Museu Nacional de Costa Rica). També va treballar com a professora i després va viure breument a Rio de Janeiro, on la seva germana Ada i la seva família havien estat traslladades quan va acabar el seu temps a Oslo. Entre 1943 i 1946, va viure a Winona, Minnesota, amb una amiga, Harriet Buck. Allà va passar temps treballant amb la Creu Roja Americana i el 1949, Fernández de Tinoco va rebre la Medalla Florence Nightingale. Va participar com a delegada de Costa Rica a la Conferència Internacional d'Arqueòlegs de l'agost de 1946, que es va celebrar a Hondures i el 1950, va ajudar a l'organització de l'Exposició d'Art Centroamericana celebrada a Panamà. Passat aquest temps, va començar a tenir problemes cardíacs i es va retirar lentament de les activitats públiques.

## Mort i llegat
Fernández de Tinoco va morir el 23 de novembre de 1961 a San José, Costa Rica. El 2012, el Ministeri de Cultura i Juventut de Costa Rica va produir un documental, La ocarina de Cuesta de Moras, que és l’adreça del Museu Nacional, i també una obra de teatre sobre el títol del seu article de 1937 sobre l’ocarina, detallant la història de la vida de Fernández de Tinoco.